# Franc Nemec
Franc Nemec, slovenski kipar, * 24. marec 1879, Dragotinci, † (?).
Franc Nemec se je rodil v kmečki družini kmetu Francu in materi Mariji rojeni Lukovnjak. Kiparstva se je izučil pri podobarju I. Cesarju v Mozirju in na obrtni šoli v Gradcu. 25 let je delal za podobarsko delavnico Zoratti v Mariboru. Nato se je preselil in ustvarjal v Murski Soboti in kasneje v Čakovcu (nagrobni spomenik s kipom žalujoče žene).